# ゼネラル・エレクトリック/ロールス・ロイス F136

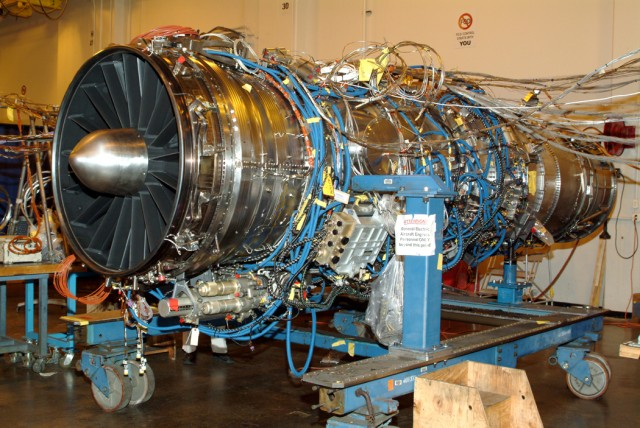
F136

F136はGE・アビエーションとロールス・ロイスの戦闘機エンジンチームがF-35 ライトニング II向けに開発していた先進的なターボファンエンジンである。F136はF135の代替エンジンとして開発され、導入国によりどちらかを選択できるようにする予定であった。F136はF135のベースであるプラット・アンド・ホイットニー F119の対抗エンジンであったゼネラル・エレクトリック YF120をベースに開発され可変サイクルから純ターボファン化するなどの構造の簡略化、推力向上が図られている。
GE/RR 戦闘機エンジンチームはGEアビエーション（GE）とロールスロイス（RR）の共同事業である。GEが60% RRが40%出資している。GEはトルコのTurkish Engine Industries (TEI)も参加している。

## 開発
2010年以降F135に加え互換性のあるF136も搭載される予定であった。なお、ロールス・ロイスのリフトファンはF135でもF-35Bに搭載される。
分担
- リフトファン - ロールス・ロイス
- エンジンからファンの開発 - アリソン
- 3軸スイベルモジュール（推力偏向） - ゼネラル・エレクトリック
- ロールポスト（ロール軸制御） - ゼネラル・エレクトリック

エンジンの推力は18,000 lbf (80 kN)、リフトファンは20,000 lbf (89 kN)、ロールポストのコールドスラストは1,950 lbf (8.7 kN)で合計 39,950 lbf (178 kN) で 40,000 lbf (178 kN) まで増える。既存の同種の機体であるハリアーのペガサスエンジンの推力は最大 23,800 lbf (106 kN)である。アフターバーナー点火時の最大推力は191 kNである。

## 開発の中止
議会より代替エンジンの予算(4億5,000ドル)が無駄との指摘を受け、2011年2月11日の投票により開発計画は中止され、国防省からの資金供給も停止された。この時点でエンジンの開発作業は8割ほどが完了していたため、ロールス・ルイス、ゼネラル・エレクトリック各社は国防省からの資金提供停止後も自社資金による開発を目指していたが、同年12月2日に利益が望めないことを理由に開発を中止したことを発表した。

## 構成
- 低圧ファン部:3段
- 高圧圧縮機部:5段
- アニュラ型燃焼器部
- 高圧タービン部:1段
- 低圧タービン部:3段
- 再燃装置部

他にケーシング類とFADECやAGBといった補機類などが加わる。 